# Theobroma (género)
- Commons
- Wikispecies

O gênero Theobroma (Teobroma) abrange 22 espécies vegetais nativas da região amazônica. Todas apresentam frutos com valor comercial, porém só 4 espécies são cultivadas para este fim (*), destacando-se o cacau.
O nome tem origem grega, significando alimento dos deuses.

## Listas de Espécies
- Theobroma angustifolium *
- Theobroma bernoullii
- Theobroma bicolor *
- Theobroma cacao (cacau) *
- Theobroma canumanense
- Theobroma chocoense
- Theobroma cirmolinae
- Theobroma gileri
- Theobroma glaucum
- Theobroma grandiflorum (cupuaçu) *
- Theobroma hylaeum
- Theobroma mammosum
- Theobroma microcarpum
- Theobroma nemorale
- Theobroma obovatum
- Theobroma simiarum
- Theobroma sinuosum
- Theobroma speciosum
- Theobroma stipulatum
- Theobroma subincanum
- Theobroma sylvestre
- Theobroma velutinum

## Classificação do gênero
| Sistema | Classificação                         | Referência               |
| ------- | ------------------------------------- | ------------------------ |
| Linné   | Classe Polyadelphia, ordem Pentandria | Species plantarum (1753) |